# Metin Çekiçler

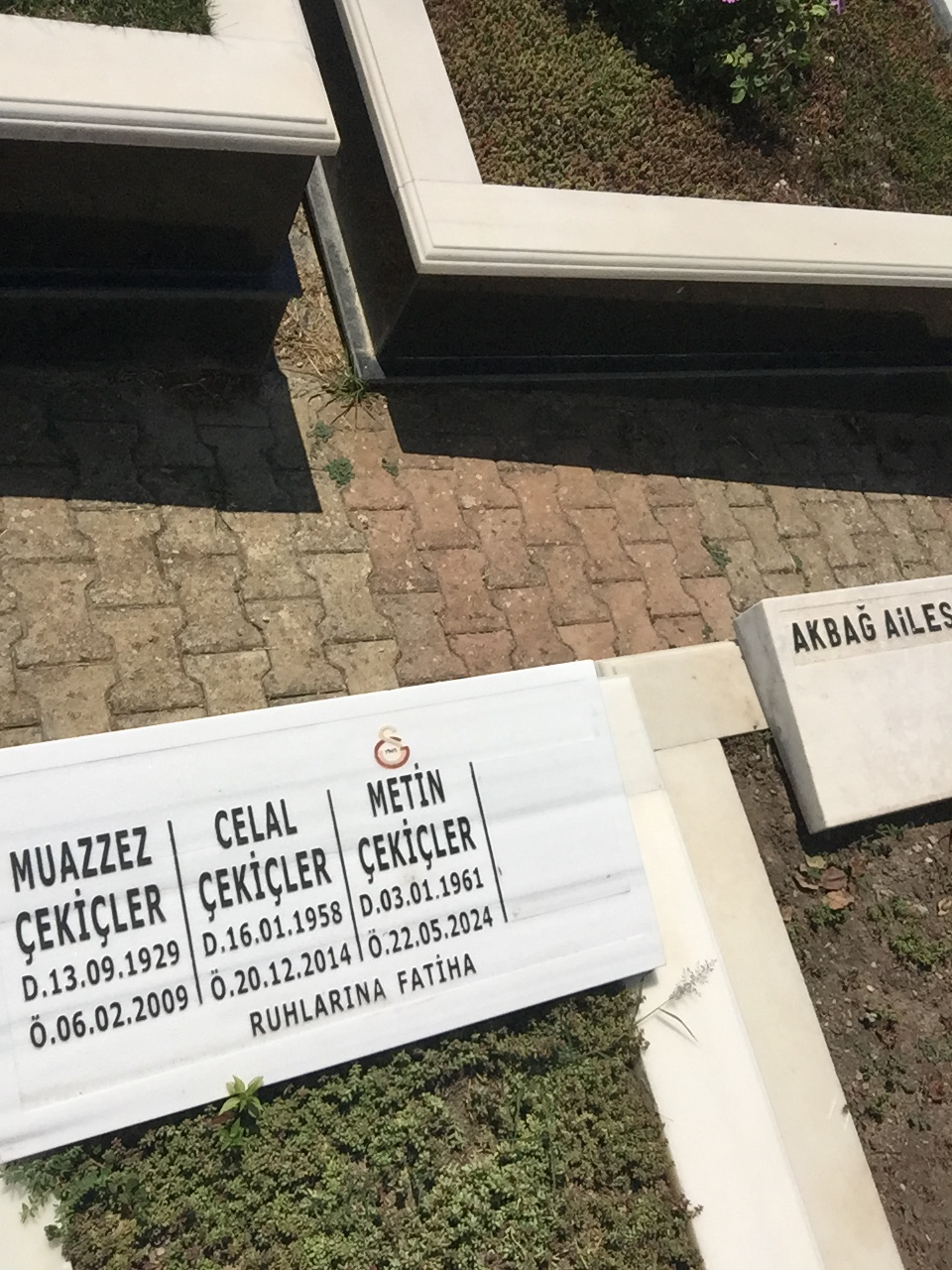
Grab von Metin Çekiçler, Friedhof von Çengelköy

Metin Çekiçler (* 3. Januar 1961 in Istanbul; † 21. Mai 2024) war ein türkischer Fußballspieler.
Metin Çekiçler spielte bis 1979 in der Jugendmannschaft von Galatasaray Istanbul. Im Sommer 1979 wurde er in die erste Mannschaft berufen und spielte sechs Ligaspiele. In der nachfolgenden Saison waren es wieder sechs Ligaspiele, außerdem wurde er in der Rückrunde der Saison 1980/81 an Mersin İdman Yurdu ausgeliehen. Seine Karriere beendete Metin Çekiçler nach der Saison 1984/85 bei Kahramanmaraşspor in der 2. türkischen Liga.